# Kakeru Yamaki
Kakeru Yamaki (jap. 山木伝説 Yamaki Kakeru; ur. 10 stycznia 1996) – japoński lekkoatleta specjalizujący się w biegach sprinterskich. 
W 2013 w Doniecku został brązowym medalistą mistrzostw świata juniorów młodszych  w sztafecie szwedzkiej oraz dotarł do półfinału biegu na 400 metrów. 
Rekord życiowy: bieg na 400 metrów – 46,99 (10 lipca 2013, Donieck). 

## Osiągnięcia
| Rok  | Impreza                               | Miejsce | Konkurencja        | Lokata     | Wynik   |
| ---- | ------------------------------------- | ------- | ------------------ | ---------- | ------- |
| 2013 | Mistrzostwa świata juniorów młodszych | Donieck | bieg na 400 metrów | półfinał   | 47,38   |
| 2013 | Mistrzostwa świata juniorów młodszych | Donieck | sztafeta szwedzka  | 3. miejsce | 1:50,52 |